# همسر چایکوفسکی
همسر چایکوفسکی (روسی: Жена Чайковского) یک فیلم روسی زبان به کارگردانی کیریل سربرنیکوف محصول ۲۰۲۲ است. این فیلم در بخش اصلی جشنواره فیلم کن ۲۰۲۲ حضور داشته‌است.